# Epiphyllum baueri
Epiphyllum baueri är en kaktusväxtart som beskrevs av Dorsch. Epiphyllum baueri ingår i släktet Epiphyllum och familjen kaktusväxter. Inga underarter finns listade i Catalogue of Life.